# Les Deux Orphelines (film, 1954)
Pour les articles homonymes, voir Les Deux Orphelines.

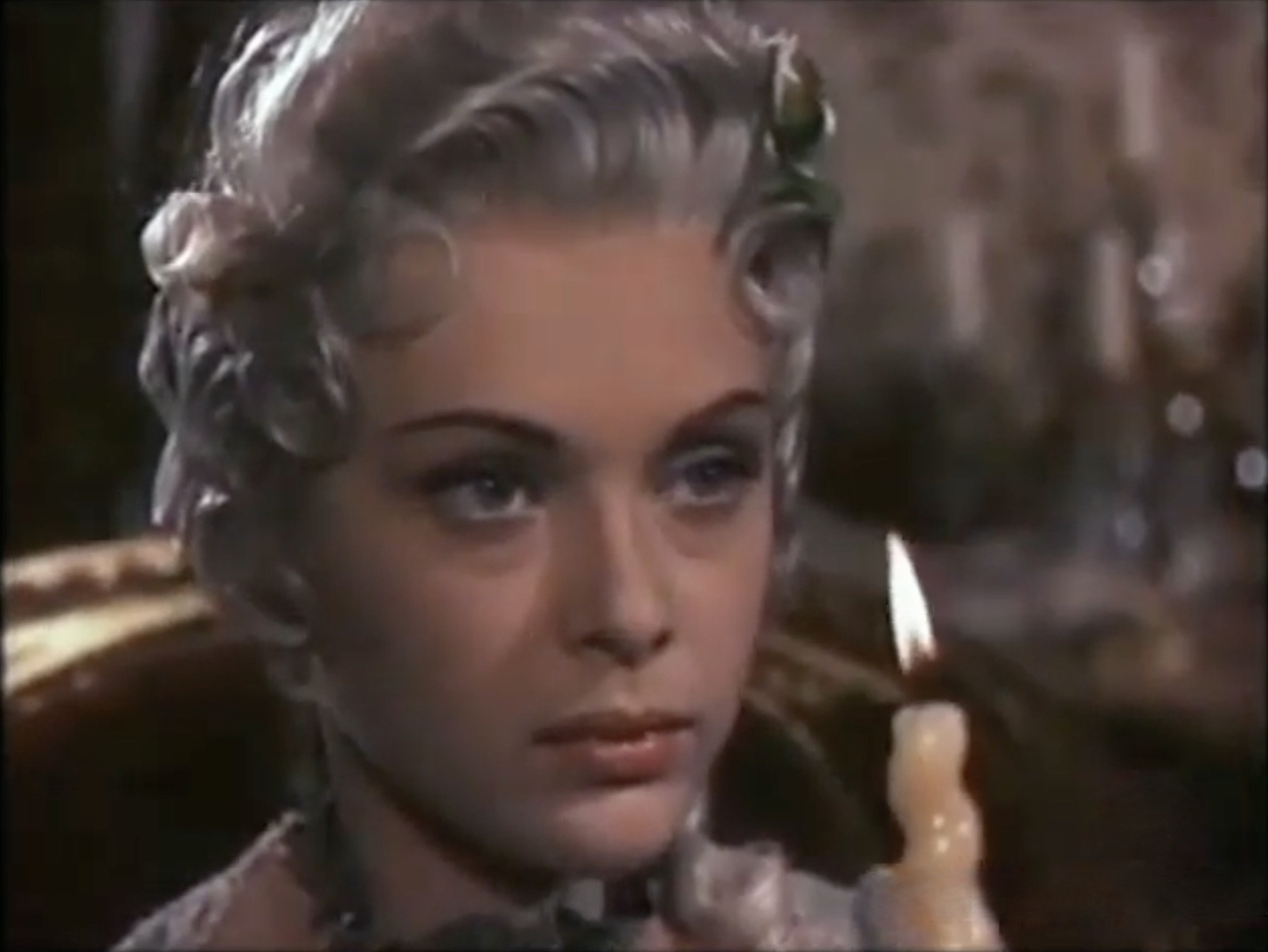
Milly Vitale dans une séquence du film Les deux orphelines.

Les Deux Orphelines (Le due orfanelle) est un film franco-italien réalisé par Giacomo Gentilomo et sorti en 1954.

## Synopsis
Il s'agit d'une des nombreuses adaptations de la pièce et du roman Les Deux Orphelines d’Adolphe d'Ennery et Eugène Cormon.

## Fiche technique
- Titre italien : Le due orfanelle
- Titre français : Les Deux Orphelines
- Réalisation : Giacomo Gentilomo
- Scénario : Filippo Sanjust, d'après le roman et la pièce de théâtre, Les Deux Orphelines d’Adolphe d'Ennery et Eugène Cormon
- Production :  Francinex, Rizzoli Film
- Dialoques : Yves Mirande
- Musique : Nino Rota
- Image : Anchise Brizzi  (Eastmancolor)
- Montage : Elsa Dubbini
- Dates de sortie : 
  - Italie : 16 décembre 1954
  - France : 13 juillet 1955

## Distribution
- Myriam Bru : Henriette Gérard
- Milly Vitale : Louise
- André Luguet : Comte de Linières
- Franco Interlenghi : Chevalier Roger de Vaudrey
- Jacques Castelot : Marquis de Presles
- Gabrielle Dorziat : La Frochard
- Andrea Checchi : Capitaine Marrest
- Adriana Benetti : Thérèse, la mère
- Mirko Ellis : Jacques Frochard
- Bianca Maria Fusari : Marianne Vauthier